# Ubovića Brdo
Ubovića Brdo (en serbe cyrillique : Убовића Брдо) est un village de Bosnie-Herzégovine. Il est situé dans la municipalité de Mrkonjić Grad et dans la république serbe de Bosnie. Selon les premiers résultats du recensement bosnien de 2013, il compte 81 habitants.

## Démographie

### Évolution historique de la population dans la localité
| 1948 | 1953 | 1961 | 1971 | 1981 | 1991 | 2013 |
| ---- | ---- | ---- | ---- | ---- | ---- | ---- |
| -    | 593  | 521  | 452  | 349  | 213, | 81   |

|  |

### Répartition de la population par nationalités (1991)
En 1991, les 213 habitants du village étaient tous serbes.

## Personnalité
Le mathématicien Stevo Todorčević, membre de l'Académie serbe des sciences et des arts, est né dans le village en 1955.